# Henry Gally Knight
Henry Gally Knight, né le 2 décembre 1786 à Rotherham et mort le 9 février 1846 est un écrivain et homme politique conservateur anglais.

## Biographie
Après ses études au Collège d'Eton et au Trinity Hall (Cambridge), il fait son Grand Tour au début des années 1810.
Il est High-Sheriff de Nottingham. Il est élu au Parlement du Royaume-Uni en 1814-1815 puis en 1831-1832 et enfin entre 1835 et 1846. Il est élu à la Royal Society en 1841.
Il est le sujet du poème satirique « Ballad to the Tune of Salley in our Alley » de Lord Byron.

## Œuvres
- Ilderim, a Syrian Tale (1816),
- Phrosyne, a Grecian Tale (1817)
- Alashtar, an Arabian Tale (1817)
- An architectural tour in Normandy (1836)
- The Normans in Sicily (1838)
- The Ecclesiastical Architecture of Italy (1842-1844)